# Friona albomaculata
Friona albomaculata là một loài tò vò trong họ Ichneumonidae.